# Atomic Runner
Atomic Runner Chelnov (ou Atomic Runner, ou Atomic Runner Chelnov: Nuclear Man, The Fighter ; Atomic Runner Chelnov: Tatakau Ningen Hatsudensho au Japon) est un shoot 'em up, développé et édité par Data East sur borne d'arcade en 1988. Le jeu a été porté en 1992 sur Mega Drive et en 1993 sur Sharp X68000.

## Système de jeu
Le joueur dirige un personnage qui peut sauter extrêmement haut, et pour lequel la gestion de la maniabilité est déroutante : en effet, il ne peut que courir, et cela tout au long du jeu, en raison d'un scrolling horizontal constant. De ce fait, la difficulté du jeu s'en voit grandement augmentée, impliquant une parfaite connaissance du terrain et une attention de tous les instants, pour éviter d'aller se jeter dans les griffes des soldats assassins lancés à la poursuite du joueur, ou encore contre une barrière de lames tournoyantes... Certaines zones sont de ce fait particulièrement ardues, sans compter que le personnage ne possède aucune barre d'énergie, ou endurance quelconque : le moindre contact avec un ennemi, un élément dangereux du décor, ou encore le simple fait de se faire 'bloquer' par le scrolling, et c'est la mort immédiate. Heureusement, quelques power-ups sont disponibles tout au long du jeu : certaines capsules augmentent ainsi la puissance de tir, ou bien donnent accès à de nouvelles armes plus adaptées.

## Description
Atomic Runner Chelnov est un shoot 'em up sur Mega Drive. Vous contrôlez Chelnov, un scientifique dont la sœur a été enlevée par des extraterrestres nommés Deatharians. Grâce à sa combinaison, Chelnov devient Atomic Runner et bénéficie de super pouvoirs. Dans ce jeu, le héros court en permanence et vous ne contrôlez pas son avancée. Vous utilisez la manette pour sauter et tirer sur les nombreux ennemis qui apparaissent.